# Domèstic de les escoles
El domèstic de les escoles (grec medieval: δομέστικος τῶν σχολῶν, doméstikos tōn skholōn) fou un alt càrrec militar de l'Imperi Romà d'Orient entre el segle viii i, com a mínim, principis del segle xiv. En un primer moment tan sols era el comandant de les escoles, la unitat més antiga dels regiments d'elit coneguts com a tagmes, però ràpidament guanyà prestigi i, a mitjans del segle ix, els homes que l'ocupaven ja eren els comandants en cap de l'exèrcit romà d'Orient juntament amb l'emperador. El càrrec fou eclipsat pel títol de gran domèstic a partir del segle xii i durant l'era dels Paleòleg (segles xiii-xv) ja s'havia convertit en un càrrec purament honorífic de mitjana importància.

## Història
El primer titular del càrrec es menciona a la Crònica de Teòfanes el Confessor l'any 767, poc després de la creació dels tagmata unitats militars formades per regiments de cavalleria d'elit amb seu a Constantinoble o a prop de la capital, i comandats per oficials amb el títol de domèstics, unitats que eren diferents dels exèrcits propis del tema o divisió territorial civil i militar, que estaven dirigits per un estrateg. Els Domèstics de les escoles, els oficials més alts dels tagmata, tenien el seu origen en l'Escola palatina, fundada per Constantí el Gran (r. 306 - 337) que en els seus orígens estaven sota l'autoritat del magister officiorum. Durant els segles vii i viii el magister officiorum va ser privat progressivament d'algunes de les seves atribucions i la funció del domèstic va obtenir un nivell més gran d'autoritat. El Cletorològion, escrit el 899 enumera els càrrecs que tenia subordinats: el seu segon era el topoteretes (τοποτηρητής) o tinent, el seu secretari el cartularios (χαρτουλάριος), el cap dels missatgers era el proximos (πρόξιμος) i el cos de missatgers es deien mandators. També enumera altres càrrecs inferiors del regiment.
Al segle ix, el «domesticat» (δομεστικάτον, domestikaton) de les Escoles va guanyar importància i sovint el seu titular era nomenat cap de l'exèrcit en absència de l'emperador. Aquesta substitució no era sistemàtica sinó que depenia més aviat de les aptituds de cada domèstic, i de vegades els generals de rang inferior podien exercir aquest càrrec. El Domèstic de les escoles va adquirir molta importància i les fonts parlen freqüentment del càrrec anomenant-lo «el domèstic» sense cap altra qualificació. Pel seu poder i la seva influència sovint el càrrec era ocupat per persones properes a l'emperador. Des del regnat de Miquel III l'Embriac (r. 842 - 867), el domèstic ocupava, dins de la jerarquia imperial, un lloc per sobre de tots els comandants militars, a excepció de l'estrateg del tema dels Anatòlics, però aquesta subordinació va cessar ràpidament, com ho demostra el fet que alguns caps militars com Nicèfor II i Joan I Tsimiscés van ascendir d'estrategs dels Anatòlics a domèstics de les escoles.
Sota Romà II (r. 959 - 963), el càrrec es va dividir en dos: el "domèstic occidental" (δομέστικος τῆς δύσεως, domestikos tys dyseōs) i el "domèstic oriental" (δομέστικος τῆς ἀνατολῆς, domestikos tēs anatolēs) un per Europa i un altre per Àsia. La cerimònia de la presa de possessió del domèstic de les escoles es descriu al De Ceremoniis de Constantí VII, i també les seves funcions i el seu paper durant les cerimònies de la cort.
El càrrec es renovava cada 3 o 4 anys, amb algunes excepcions, com la de Joan Curcues que la va mantenir durant 22 anys, o durant períodes d'inestabilitat. Al segle x, el càrrec de Domèstic de les escoles el dominaven membres de la família Focas, que el van ostentar de manera quasi continuada. El seu intent de monopolitzar-lo va portar a diversos emperadors, preocupats pel poder de l'aristocràcia militar, a encomanar aquesta tasca, potencialment massa poderosa, a no militars, especialment durant la primera meitat del segle xi, abans que l'aristocràcia reafirmés la seva autoritat, inclosos els eunucs encara que en teoria això no estava permès.
Als segles x i XI, va aparèixer el títol de Gran domèstic (μέγας δομέστικος, megas doméstikos), utilitzat paral·lelament al de Domèstic, amb variants com ara "gran Domèstic de les escoles" o "gran Domèstic de l'Est o de l'Oest", referides a la mateixa persona. A partir d'Aleix I Comnè (r. 1081 - 1118), es va diferenciar el càrrec de Gran domèstic fent-lo superior al de Domèstic de les escoles, i va passar a ser el nou comandant en cap de l'exèrcit, darrere de l'emperador. L'ús del títol no era massa clar i la divisió entre Domèstic d'Orient i Domèstic d'Occident sembla que s'aplicava també al Gran domèstic al segle xii, creant així certa confusió sobre la naturalesa de la funció i la seva relació amb el domèstic de les escoles.
Al segle xiii, les dues funcions es van diferenciar clarament. El Gran domèstic era el comandant en cap i un dels càrrecs més altes de l'estat, i el Domèstic de les escoles va quedar relegat a una simple dignitat sense deures, que s'atorgava a governadors provincials i altres funcionaris de nivell mitjà. Segons el De officiis de Jordi Codí (de mitjans del segle xiv), el Domèstic de les escoles, que antigament tenia funcions similars a les del Gran domèstic, ja no n'exercia cap.